# Guibemantis annulatus
A Guibemantis annulatus  a kétéltűek (Amphibia) osztályába és  a békák (Anura) rendjébe aranybékafélék (Mantellidae) családjába tartozó faj. 

## Előfordulása
Madagaszkár endemikus faja, a sziget délkeleti részén honos.

## Megjelenése
Kis méretű Guibemantis faj, melyet a legutóbbi időkig összetévesztettek a Guibemantis punctatis fajjal. A hímek testhossza 18–23 mm, a  nőstényeké hasonló, 17–25 mm. Teljes teste cserszínű vagy olajzöld, hátát nagy számú apró petty tarkítja. Pofáján páros, fekete és arany színű csík húzódik, ujjkorongjain kis méretű fehér gyűrűk láthatók. A hímeknek páros hanghólyagjuk, combjuk belső felén jól fejlett combmirigyeik vannak.

## Természetvédelmi helyzete
A vörös lista a nem fenyegetett fajok között tartja nyilván. Két védett területen, az Andohahela Nemzeti Parkban és a Marojejy Nemzeti Parkban is megtalálható, továbbá valószínűleg más védett területeken is előfordul.